# ПФК Бургас
Бургас е футболен клуб от едноименния град. Президент на клуба е Ивайло Стоянов. Клубът е приемник на историята и традициите на ФК Мастер Бургас, създаден през 2009 година.

## История

### ФК Мастер Бургас (2009 – 2014)
Отборът е създаден през 2009 г. с името Мастер. Още в първата си година, ФК Мастер спечели първенството в Южната Б областна група без да загуби нито една среща и придобива правото да се състезава в А областна група. От сезон 2010/2011 ФК Мастер използва детският отбор на град Българово, който играе от името на бургаския клуб в първенството на областната група. В отбора през сезон 2010/2011 се състезават известни футболисти като Стефан Трайков, Пламен Крумов, Тодор Киселичков и Стоян Ненов.
На 19 юни 2011 г. в баража за влизане във В група, Мастер побеждава Родопи (Момчилград) със 7:1. През сезон 2013/2014 старши треньор на отбора става бившият футболист на бургаския Черноморец, както и на Славия, Ангел Стойков. Мастер завършва на второ място, но печели място в Б група поради отказването на Бенковски (Бяла). На 19 юни 2014 г., БФС потвърждава отказа на Бенковски (Бяла) и изпраща официална покана към Мастер да заеме неговото място.

### ПФК Бургас (2014 – 2015)
На 22 юни 2014 г. Мастер приема поканата, а ръководството заявява, че името на отбора се променя на ПФК Бургас както и клубните цветове от червено и бяло на синьо и бяло, в символика с цветовете на град Бургас. Мартин Бошнаков се оттегля от поста президент, но остава в ръководството на тима, където влизат още Руси Гочев и Тодор Райков.

### Обединение с ФК Нефтохимик 1962 (Бургас)
На полусезона 2014/15 и по-точно 7 януари 2015 г. отбора се обединява с Нефтохимик от Б ОФГ Бургас. Доиграва сезона с името ПФК Бургас, а от 2015/16 носи името Нефтохимик.

## Стадион
Отборът играе домакинските си мачове на стадиона в град Българово, който се намира на 15 километра северозападно от Бургас. ФК Мастер разработва проект за обновяването на стадиона в град Българово, като стадионът получава лиценз за мачове от Б и В група.

## Последен състав
Към 1 март 2015 г.

## Сезон по сезон
| Сезон   | Дивизия            | Класиране | Изиграни | П  | Р  | З | ВГ | ДГ | Т  | Купа | Треньор          |
| ------- | ------------------ | --------- | -------- | -- | -- | - | -- | -- | -- | ---- | ---------------- |
| 2009/10 | Южна Б ОФГ Бургас  | 1         | 28       | 28 | 0  | 0 | -  | -  | 84 |      | Панайот Горов    |
| 2010/11 | А ОФГ Бургас       | 1         | 26       | 24 | 1  | 1 | 89 | 13 | 73 |      | Панайот Горов    |
| 2011/12 | Югоизточна В група | 6         | 34       | 17 | 8  | 9 | 45 | 34 | 59 |      | Нено Ненов       |
| 2012/13 | Югоизточна В група | 3         | 34       | 19 | 10 | 5 | 53 | 25 | 67 | 1/16 | Нено Ненов       |
| 2013/14 | Югоизточна В група | 2         | 32       | 26 | 2  | 4 | 92 | 21 | 80 |      | Ангел Стойков    |
| 2014/15 | Б група            | 7         | 30       | 11 | 10 | 9 | 34 | 30 | 43 | 1/16 | Радостин Кишишев |